# Nessorhamphus danae
Nessorhamphus danae är en fiskart som beskrevs av Schmidt, 1931. Nessorhamphus danae ingår i släktet Nessorhamphus och familjen Derichthyidae. IUCN kategoriserar arten globalt som livskraftig. Inga underarter finns listade i Catalogue of Life.